# Tell Geck
Tell Geck (* 6. September 1895 in Offenburg; † 3. Oktober 1986 in Stuttgart) war ein deutscher Maler und Musiker.

## Leben
Er kam als zweites der fünf Kinder des Druckereibesitzers und sozialdemokratischen Politikers Adolf Geck und der Journalistin und Politikerin Marie Geck zur Welt. Seinen Vornamen verdankte er der Begeisterung der Eltern für den Freiheitshelden Wilhelm Tell. Laut eigenen Aussagen war er kein guter Schüler, erzielte aber in den Fächern Zeichnen, Turnen und Gesang in der Volksschule immer die Bestnote. Von 1910 bis 1912 erhielt Geck eine Ausbildung zum Glas-, Emaille- und Dekorationsmaler in Offenburg bei der Firma Eugen Börner. Anschließend studierte er an den Kunstgewerbeschulen Straßburg und Karlsruhe bei Hermann Göhler und August Groh. Eine weitere Ausbildung genoss er in München, wo er auch als Dekorationsmaler arbeitete. 1914–1918 leistete er Kriegsdienst. Von 1919 bis 1926 studierte er an der Kunstakademie Stuttgart bei Robert Poetzelberger, Robert Breyer und Heinrich Altherr, dessen Meisterschüler er war. Geck lebte von 1927 bis 1936 wieder in Offenburg und arbeitete im Verlag seines Vaters mit. In den folgenden Jahren machte er Studienreisen nach Italien, Korsika, Südfrankreich und in die Niederlande. Er gehörte zu den Gründungsmitgliedern der Stuttgarter Sezession. Seit 1919 lebte er mit wenigen Unterbrechungen bis zu seinem Tod in Stuttgart. Neben Landschaftsbildern, Stillleben und Porträts machte er sich vor allem mit Schwarzwald- und Abendlandschaften einen Namen.

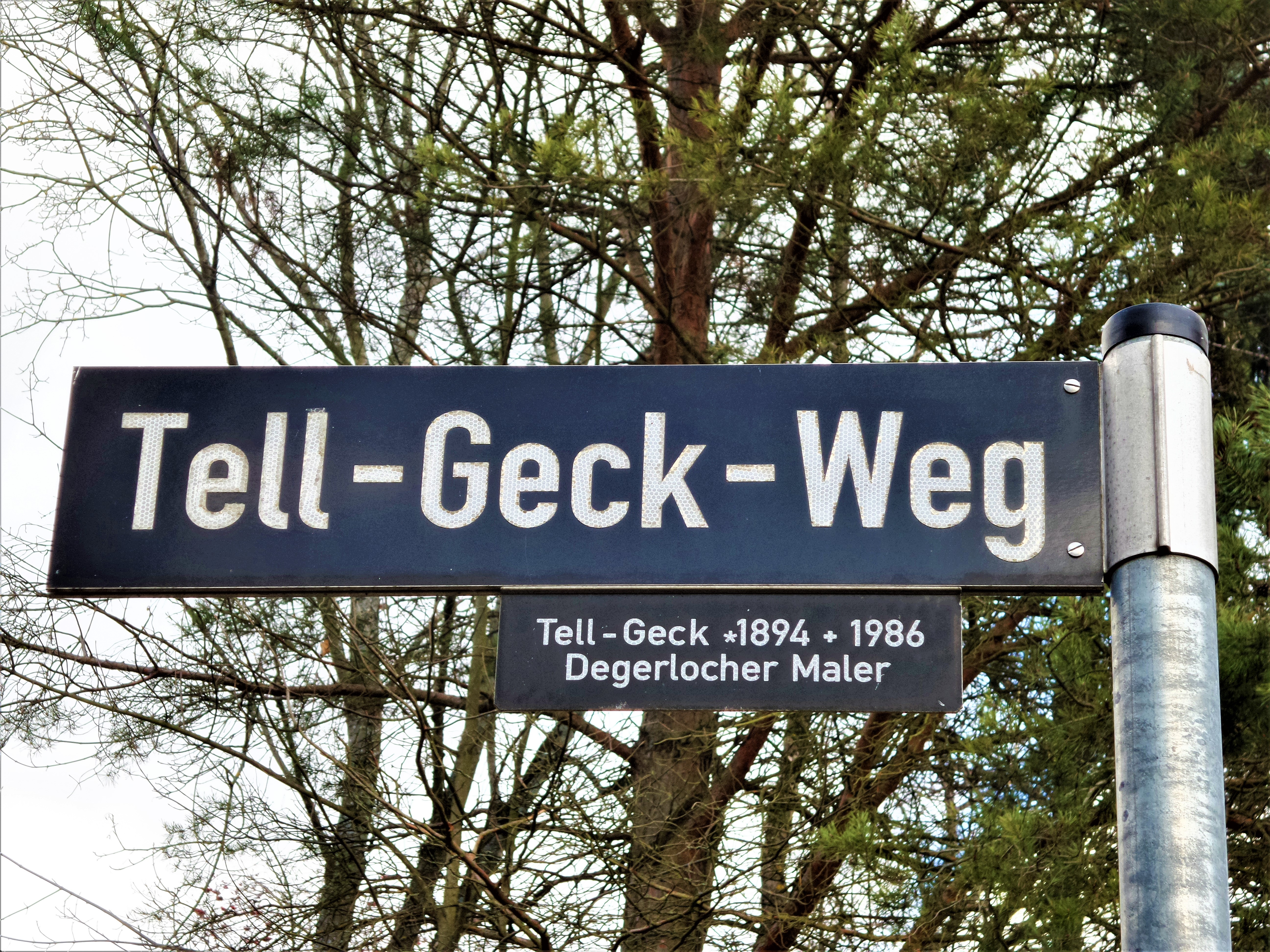
Tell-Geck-Weg in Stuttgart

Obwohl 1933 Bilder Gecks in einer Offenburger Ausstellung abgehängt wurden, lud ihn der Leiter der Reichskulturkammer zu einer Ausstellung in Baden-Baden ein. Doch wurde Geck vom badischen Kultusminister Otto Wacker mit Ausstellungs- und Berufsverbot belegt, da nicht anzunehmen sei, „daß er seine Einstellung zum Nationalsozialismus je ändern wird.“ Nun wurden seine Werke durch die Reichskulturkammer aus öffentlichen Sammlungen entfernt und vernichtet.
Aus einem musisch interessierten Elternhaus stammend hatte Geck von früher Jugend an Cello-Unterricht. Durch das Berufsverbot vorübergehend von der Malerei abgeschnitten, nahm er 1934 ein Cello-Studium am Konservatorium Basel auf, das er 1936 abschloss. Da er im selben Jahr Flugblätter über die Grenze nach Deutschland schmuggelte, wurde ihm der Reisepass entzogen. Danach war er zeitlebens als Cellolehrer, aber auch als Kunstmaler tätig und bezeichnete sich jeweils als 'Maler & Cellist'. Als er 1943 einen politisch Verfolgten unterstützte, wurde er verhaftet und kam für zwei Monate in Untersuchungshaft. Anschließend wurde er eingezogen und zum Sanitätsdienst an die Westfront strafversetzt. Zuvor war Geck beim Deutschen Ausland-Institut als Zeichner kriegsdienstverpflichtet gewesen. Bei einem Bombenangriff auf Stuttgart verlor er 1944 einen Großteil seiner Werke. Erhalten blieben jedoch die Karikaturen aus den frühen 1920er Jahren, die er als Prozessbeobachter im Offenburger Gerichtssaal verfertigt hatte. Neben 70 andern Exponaten wurden sie in Anwesenheit des 90-jährigen Künstlers bei der Geck-Retrospektive in der Offenburger Stadthalle gezeigt.
Mit dem Tod von Tell Geck starben die Namensträger der Familie von Adolf Geck aus.
1989 wurde der Tell-Geck-Weg in Stuttgart nach dem Maler und Musiker benannt. Das Grab von Tell Geck auf dem „Alten Friedhof Degerloch“ wurde 2015 aufgelassen.